# Ceratocentrus
Ceratocentrus is een kevergeslacht uit de familie van de boktorren (Cerambycidae). De wetenschappelijke naam van het geslacht werd voor het eerst geldig gepubliceerd in 1903 door Aurivillius.

## Soorten
Ceratocentrus omvat de volgende soorten:
- Ceratocentrus drumonti Bouyer, 2006
- Ceratocentrus principiensis Nylander, 2000
- Ceratocentrus spinicornis (Fabricius, 1793)